# Bardo (Pogórze Strzyżowskie)
Bardo – najwyższy szczyt Pogórza Strzyżowskiego o wysokości 534 m n.p.m., cały porośnięty lasem jodłowo-bukowym. 

Zobacz inne znaczenie słowa: Bardo.